# Lethrus kiritschenkoi
Lethrus kiritschenkoi là một loài bọ cánh cứng trong họ Geotrupidae. Loài này được Medvedev miêu tả khoa học năm 1965.